# Podochilus bilabiatus
Podochilus bilabiatus är en orkidéart som beskrevs av Johannes Jacobus Smith. Podochilus bilabiatus ingår i släktet Podochilus och familjen orkidéer. Inga underarter finns listade i Catalogue of Life.